# Río Nore
El Nore es uno de los ríos conocidos en Irlanda como las tres hermanas, que desemboca en el mar cerca de Waterford. Su longitud total es de 140 km, y es famoso por la pesca del salmón y la trucha. El Nore nace en las montañas del Condado de Tipperary y discurre a través de los condados de Laois y Kilkenny antes de unirse al Río Barrow al norte de New Ross. El río atraviesa la ciudad de Kilkenny y otras localidades menores como Bennettsbridge y Thomastown. Más al sur, forma un pintoresco valle en forma de V, cerca del pueblo de Inistiogue. Los principales afluentes del Nore son el Dinin, el Kings y el Black Water.